# Pawilon nr 15 MTP (d. nr 23)
Pawilon nr 15 (Centrum Konferencyjno-Kongresowe MTP, dawniej: nr 23) – pawilon wystawienniczy i kongresowy Międzynarodowych Targów Poznańskich zlokalizowany w południowej części terenów targowych, w pobliżu hali nr 1. Dawniej stanowił funkcjonalną całość z rozebranym w 2012 pawilonem 14a.
Obiekt zaprojektował Wojciech Tkaczyk, a zbudowano go w początku lat 80. XX wieku, po kilkuletnim zastoju inwestycyjnym wywołanym stanem wojennym i kryzysem gospodarczym. Był to ostatni pawilon, którego budowę rozpoczęto w okresie PRL (ukończono już po upadku socjalizmu - w 1994). Nawet jak na warunki MTP był to obiekt duży - miał powierzchnię użytkową ponad 30.000 m² na czterech kondygnacjach. Zaprojektowano go z myślą o pełnieniu różnych funkcji, tak więc może być dostosowywany zarówno do celów wystawienniczych, konferencyjnych, jak i rozrywkowych. Dysponuje otwartymi przestrzeniami o znacznej rozpiętości. Posiada też zaplecze biurowe, klubowe, warsztatowe i gastronomiczne. Wykonanie elewacji i bezpostaciowa bryła pozostawiały jednak wiele do życzenia od strony formalnej.
Pawilon przeszedł gruntowną modernizację w 2008, na konferencję COP 14. Powierzchnia zmniejszyła się do 13.000 m², jednak uzyskała najwyższą światową jakość. Obecnie obiekt posiada 4000 miejsc konferencyjnych. Największa sala pomieści 2000 osób.
Integralną częścią pawilonu jest Sala Ziemi na 2000 osób - oddana do użytku w 2012. Jest to najnowocześniejsza sala kongresowa w Polsce. Oficjalnego otwarcia dokonał wiceminister skarbu Paweł Tamborski. Uroczystość uświetnił koncert Macy Gray. 2 października 2013 prezydent Polski Bronisław Komorowski uczestniczył tutaj w pierwszej w historii miasta, wspólnej dla wszystkich uczelni, inauguracji roku akademickiego. W kwietniu 2014 odbył się tu zjazd samorządowców, będący częścią oficjalnej kampanii Europejskiej Partii Ludowej w wyborach do Parlamentu Europejskiego 2014. Na spotkanie europejskich liderów chrześcijańskiej demokracji przybyli m.in. Donald Tusk i Jean-Claude Juncker.